# 竹內良太
竹內良太（日语：／ Takeuchi Ryōta，1982年9月22日—）是日本男聲優，隸屬於青二製作。妻子的同為聲優的寺島愛。

## 配音作品

### 電視動畫
2008年
- 今日大魔王（士兵、將領）
- 火影忍者疾風傳（火之寺忍僧、木葉暗部、戴面具的忍者、輕井）
- 十字架與吸血鬼（廣播）

2010年
- 花圈圈幼稚園（大伯）

2011年
- 青之驅魔師（經堂、修道士）
- 未來日記（電視主播）
- 日常（士兵、小木、附贈品、士兵98號、代理師傅、聖誕老人、電視的聲音）
- 戰國鬼才傳（前波勝秀）

2012年
- 美食獵人TORIKO（拉普）

2013年
- Q弟偵探因幡（藏見虎泰）
- 黃金拼圖（可憐的爸爸）
- 魔奇少年（伊撒克）

2014年
- 日常生活中的異能戰鬥（戶木柊吾）
- 我，要成為雙馬尾（罪惡野牛）
- 排球少年（2014年－2020年，牛島若利）
- 名偵探柯南（隔壁居民）
- KILL la KILL（大林九二）

2015年
- 暗殺教室（白）
- 落第騎士英雄譚（碎城雷）
- 夜晚的小雙俠（薩布洛將軍）

2016年
- 在下坂本，有何貴幹？（不良）
- JOKER GAME（讓·‧維克多）
- 名偵探柯南（松尾龍二）

2017年
- 魔法使的新娘（艾利亞斯·恩滋華斯[1]）
- 3月的獅子（隈倉健吾）
- UQ HOLDER!（重力劍）
- KiraKira☆光之美少女 A La Mode（迪亞布羅）
- 騎士&魔法（安布羅斯·塔哈沃·弗雷梅維拉〈青年期〉）
- 有頂天家族2（鬼）
- 時間飛船24（土方歲三）
- 卡片戰鬥!! 先導者G Z（瓦雷歐斯[2]）

2018年
- IDOLiSH7（道格拉斯·路特凡）
- Angolmois 元寇合戰記（火垂）
- ONE PIECE（巴伐洛亞）
- 妖精森林的小不點（飛垣）

2019年
- 火之丸相撲（天王寺獅童）
- GIVEN 被贈與的未來（矢岳光司）
- 路人超能100 II（客人、詛咒男）
- Dr.STONE 新石紀（賈斯帕）
- 卡片戰鬥先導者2018年版，新右衛門篇（海津琉牙）

2020年
- ID:INVADED（名偵探·穴井戶／富久田保津）
- 鬼太郎第6期（オイン）
- 大欺詐師（薩拉查）
- 我立於百萬生命之上（賓茲巴古）
- 成神之日（伊座並的父親）

2021年
- 天地創造設計部（海原）
- IDOLY PRIDE（麻奈的父親、主持人）
- ONE PIECE（牛丸）
- 名偵探柯南（村澤周一）
- 真·中華一番！（魯達）
- 本田小狼與我（司機）
- 席斯坦 -The Roman Fighter-（エムデン）
- SD高達世界群英集（信長高達艾比安）
- 緋紅結繫（蓋曼·加里森）
- TSUKIPRO THE ANIMATION 2（安經）
- 現實主義勇者的王國重建記（貝歐烏爾夫·加德那）
- 東京復仇者（店長）
- 境界觸發者（邁克爾·克羅寧）
- 特斯拉筆記（オマール）
- 逆轉世界的電池少女（真國上層部A）
- 結城友奈是勇者-大滿開之章-
- 魔法科高中的劣等生 追憶篇（檜垣喬瑟夫）

2022年
- ONE PIECE（哈姆雷特、暖爐）
- 白金終局（雅賽利）
- 幻想三國誌 -天元靈心記-（關羽）
- 自稱賢者弟子的賢者（學園長）
- 數碼寶貝幽靈遊戲（黑暗蜥蜴獸）
- 魔卡派對（龍堡〈光・闇〉）
- 名偵探柯南（小牧智）
- 骸骨騎士大人異世界冒險中（五右衛門[3]）
- 組長女兒與保姆（櫻樹一彥[4]）
- 來自深淵 烈日的黃金鄉（卡布倫[5]）
- JoJo的奇妙冒險 石之海（D&G）
- BLEACH 千年血戰篇（死神）

2023年
- 阿魯斯的巨獸（法澤德[6]）
- 海盜戰記 SEASON 2（阿斯給特）
- 擁有超常技能的異世界流浪美食家（拉爾斯）
- 為了養老，我要在異世界存8萬枚金幣（頭目）
- 魔法使的新娘 SEASON2（艾利亞斯·恩滋華斯[7]）
- Dr.STONE 新石紀 NEW WORLD（賈斯帕）
- 六道的惡女們（般東若之介）
- 萊莎的鍊金工房 ～常闇女王與秘密藏身處～（莫里茨·布倫嫩）
- 狩龍人拉格納（達拉迪克多拉[8]）
- Paradox Live THE ANIMATION（西門直明[9]）

2024年
- BUCCHIGIRI?!（王太[10]）
- 歡迎來到實力至上主義的教室 3rd Season（ 月城常成 ）
- 青之壬生浪（芹澤鴨[11]）
- 唯願來世不相識（橘葵[12]）

2025年
- 天久鷹央的推理病歷表[13]（熊川大二郎）
- SAKAMOTO DAYS 坂本日常（米尼馬利斯特[14]）
- NYAIGHT OF THE LIVING CAT 活屍貓之夜（學[15]）
- 青之壬生浪 芹澤暗殺篇（芹澤鴨[16]）

### 遊戲
2014年
- 戰國無雙 Chronicle 3（片倉小十郎、上杉景勝）
- 戰國無雙4（片倉小十郎、上杉景勝）

2015年
- 戰國無雙4-II（片倉小十郎、上杉景勝）
- 戰國無雙4 Empires（片倉小十郎、上杉景勝）

2017年
- 快打旋風V（阿比蓋爾）

2018年
- 無雙OROCHI 3（片倉小十郎、上杉景勝）
- 永恆冒險（裴萊利）

2019年
- 萊莎的鍊金工房 ～常闇女王與秘密藏身處～（莫里茨·布倫嫩）
- Dusk Diver 酉閃町（李歐）

2020年
- 萊莎的鍊金工房2 ～失落傳說與秘密妖精～（莫里茨·布倫嫩）

2022年
- Dusk Diver 2 崑崙靈動（李歐）

- 卡片戰鬥先導者ZERO（瓦雷歐斯）

2023年
- 萊莎的鍊金工房3 ～終結之鍊金術士與秘密鑰匙～（莫里茨·布倫嫩）

2024年
- Fate/Grand Order（亚历山德罗·卡廖斯特罗）

2025年
- 真·三國無雙 起源（張角）
- 絕區零（潘引壺）

### 劇場版動畫
- 花開物語劇場版 HOME SWEET HOME（松前綾人）
- Code Geass 亡國的阿基德第4章《憤怒的記憶》（布隆迪羅）
- 劇場版 FAIRY TAIL DRAGON CRY（多爾）
- 我們的七日戰爭（倉田）

### 網路動畫
2024年
- 餓狼傳：孤狼之道（藤卷十三[17]）

2025年
- 迪士尼 扭曲仙境 動畫版（Ashton Vargas[18]）

## 外部連結
- 經紀公司個人資料頁（日語）
- 竹內良太的X（前Twitter）（日語）